# FC Tatran Prešov II
El 1. FC Tatran Prešov juniori, conocido como 1. FC Tatran Prešov II, es un equipo de fútbol de Eslovaquia que milita en la 2. Liga, la tercera liga de fútbol más importante del país.

## Historia
Fue fundado en la ciudad de Prešov y trabaja como un equipo filial del FC Tatran Prešov, por lo que no puede jugar en la Corgoň Liga, aunque sí pueden jugar en la Copa de Eslovaquia.